# Gobernador Cruz
Gobernador Cruz är en ort i Mexiko.   Den ligger i kommunen Centla och delstaten Tabasco, i den sydöstra delen av landet, 700 km öster om huvudstaden Mexico City. Gobernador Cruz ligger 8 meter över havet och antalet invånare är 1 629.
Terrängen runt Gobernador Cruz är mycket platt. Havet är nära Gobernador Cruz åt nordväst. Runt Gobernador Cruz är det ganska glesbefolkat, med 32 invånare per kvadratkilometer. Närmaste större samhälle är Ignacio Allende, 6,3 km sydost om Gobernador Cruz. Omgivningarna runt Gobernador Cruz är en mosaik av jordbruksmark och naturlig växtlighet.